# Quan hệ Hoa Kỳ - Iran
Iran và Hoa Kỳ đã không có quan hệ ngoại giao chính thức nào kể từ năm 1980. Pakistan phục vụ như là quốc gia thay mặt của Iran ở Hoa Kỳ, trong khi Thụy Sĩ đóng vai trò là quốc gia thay mặt của Mỹ ở Iran. Các liên lạc được thực hiện thông qua Bộ phận lợi ích Iran của Đại sứ quán Pakistan tại Washington, DC, và Bộ phận lợi ích Hoa Kỳ của Đại sứ quán Thụy Sĩ tại Tehran. Lãnh đạo tối cao Iran Ali Khamenei đã cấm các cuộc đàm phán trực tiếp với Hoa Kỳ vào năm 2018.
Quan hệ giữa hai quốc gia bắt đầu từ giữa đến cuối thế kỷ XIX. Ban đầu, trong khi Iran rất cảnh giác với các lợi ích thuộc địa của Anh và Nga trong Ván cờ lớn, Hoa Kỳ được coi là một cường quốc nước ngoài đáng tin cậy hơn, và người Mỹ Arthur Millspaugh và Morgan Shuster thậm chí còn được Shahs bổ nhiệm làm tổng kho bạc. Trong Thế chiến II, Iran đã bị Anh và Liên Xô xâm chiếm, cả hai đồng minh của Hoa Kỳ, nhưng quan hệ vẫn tiếp tục tích cực sau chiến tranh cho đến những năm sau đó của chính phủ Mohammad Mosaddegh, người bị lật đổ bởi một cuộc đảo chính do CIA thực hiện và MI6 hỗ trợ. Tiếp theo đó là kỷ nguyên liên minh và hữu nghị rất chặt chẽ giữa chế độ của Shah Mohammad Reza Pahlavi và chính phủ Hoa Kỳ, sau đó là một sự đảo ngược và bất đồng kịch tính giữa hai nước sau Cách mạng Iran năm 1979. Trong thời kỳ này, Iran là một trong những đồng minh thân cận nhất của Hoa Kỳ.
Có các ý kiến khác nhau về nguyên nhân quan hệ này nguội dần. Một phần giải thích của Iran bao gồm tất cả mọi thứ từ cuộc xung đột tự nhiên và không thể tránh khỏi giữa Cách mạng Hồi giáo, và nhận thấy sự kiêu ngạo của người Mỹ  và mặt khác muốn giành quyền bá chủ toàn cầu. Những lời giải thích khác bao gồm sự cần thiết của chính phủ Iran đối với một ông kẹ bên ngoài để cung cấp một cái cớ để đàn áp trong nước chống lại các lực lượng dân chủ và ràng buộc chính phủ với khu vực bầu cử trung thành của nó.
Từ năm 1995, Hoa Kỳ đã có lệnh cấm vận thương mại với Iran. Năm 2015, Hoa Kỳ đã dẫn đầu các cuộc đàm phán thành công cho một thỏa thuận hạt nhân (Kế hoạch hành động toàn diện chung) nhằm phá hủy khả năng vũ khí hạt nhân của Iran và khi Iran tuân thủ vào năm 2016, các lệnh trừng phạt đối với Iran đã được dỡ bỏ. Chính quyền Trump đã áp đặt lại các lệnh trừng phạt vào năm 2018.
Theo một cuộc thăm dò của BBC World Service 2013, chỉ 5% người Mỹ nhìn nhận ảnh hưởng của Iran một cách tích cực, với 87% bày tỏ quan điểm tiêu cực, nhận thức bất lợi nhất về Iran trên thế giới. Mặt khác, nghiên cứu đã chỉ ra rằng hầu hết người Iran có thái độ tích cực về người dân Mỹ, mặc dù không phải chính phủ Mỹ. Theo khảo sát tháng 12 năm 2018 của IranPoll, chỉ 15,2% người Iran có quan điểm thuận lợi về Hoa Kỳ, với 81,4% bày tỏ quan điểm không thuận lợi. Theo một cuộc thăm dò của Pew năm 2018, 39% người Mỹ nói rằng việc hạn chế sức mạnh và ảnh hưởng của Iran nên là ưu tiên chính sách đối ngoại hàng đầu.
Quan hệ có xu hướng cải thiện khi hai nước có các mục tiêu trùng nhau, chẳng hạn như đẩy lùi phiến quân Sunni.